# Montañas Chola
Las montañas Chola, también romanizadas como montañas Trola, son una subcadena septentrional de las montañas Shaluli en la provincia occidental de Sichuan, China. Estas montañas fueron en su día el centro del Reino de Derge y en sus valles se encuentran muchos monasterios budistas tibetanos.

## Geología
Ubicadas en la meseta tibetana oriental, las montañas Chola son el resultado del levantamiento causado durante la colisión del subcontinente indio con la placa euroasiática. Las montañas Chola se encuentran en el borde noreste de un bloque tectónico semiindependiente como parte de la gran placa euroasiática. El borde noreste abrupto de la cordillera está formado por el segmento Ganzi de la falla Xianshuihe, donde dos bloques de la placa tectónica están experimentando un movimiento de deslizamiento bajo tensión.

## Geografía
Los montes Chola se extienden de noroeste a sureste, con la línea de cresta más cercana al borde noreste de la cordillera. El pico más alto, el Rongme Ngatra, está a 6.168 metros sobre el nivel del mar. Otros picos importantes son el Dophu Ngatra (6.119 m) y el Zhiltrön (5.988 m). Los tres picos tienen glaciares en su cara norte y toda la cordillera cuenta con casi doce glaciares en total, algunos de los cuales descienden hasta los 4.100 metros. Los montes Chola forman parte de la divisoria de aguas entre las cuencas de los ríos Yangtze superior (Jinsha) y Yalong. Los principales afluentes del suroeste son el Zhil Chu (chino: 色曲; pinyin: Sè Qū), el Pal Chu (chino: 白曲; pinyin: Bái Qū), y Me Chu (chino: 麦曲; pinyin: Mài Qū), mientras que los flancos nororientales poseen el Tro Chu (chino: 朝曲; pinyin: Zhāo Qū). A lo largo del borde noreste de los montes Chola se han formado numerosos lagos alimentados por los glaciares, siendo el más notable el Yihun Lhatso, en el valle del Tro Chu.
En las laderas del suroeste y en elevaciones más bajas, las montañas Chola están cubiertas por secciones de los bosques de coníferas subalpinas de las montañas Hengduan. Al norte y al este, la meseta tibetana consta de pastizales y matorrales montañosos, incluida la ecorregión de arbustos y prados del sudeste del Tíbet.

## Actividad humana
Las colinas y valles del suroeste de las montañas Chola fueron históricamente el corazón del reino de Derge, en la región de Kham del Tíbet. La capital del reino era Derge, situada en el valle Zhil Chu de las estribaciones de las montañas Chola. El Cho La (paso de Cho) era un importante enlace a través de las montañas, que conectaba Derge y el Tíbet central con las regiones de la cuenca de Garze y Sichuan. Las estribaciones de Chola poseían cientos de monasterios hasta la anexión china en el siglo XX. Muchos de estos monasterios estaban asociados a ramas marginales del budismo tibetano, como los nyingma, los sakya, los kagyu y el movimiento Rimé. En la actualidad, los principales monasterios de las estribaciones y valles de las montañas Chola son el monasterio de Palpung, el de Gongchen, el de Dzongsar y el de Dzogchen.
Desde el punto de vista administrativo, las montañas Chola se encuentran principalmente en el condado de Dege, en la prefectura de Garze, en Sichuan. Una pequeña porción de las montañas en el sur pasa al vecino condado de Baiyu. Derge sigue siendo el principal centro urbano de la cordillera, aunque los valles de Pal Chu y Me Chu también contienen concentraciones de pueblos. La carretera nacional G-317, también conocida como la carretera Sichuan-Tíbet del Norte, cruza la cordillera a 4.916 metros de altura por Cho La, entre Manigango y Derge. En 2016, el gobierno chino finalizó la construcción de un nuevo túnel de 7 km de longitud que evita el paso de montaña y es el túnel vehicular más alto del mundo.